# Жіана-Веке
Жіана-Веке (рум. Jiana Veche) — село у повіті Мехедінць в Румунії. Входить до складу комуни Жіана.
Село розташоване на відстані 272 км на захід від Бухареста, 27 км на південь від Дробета-Турну-Северина, 91 км на захід від Крайови.

## Населення
За даними перепису населення 2002 року у селі проживала 1101 особа. Усі жителі села рідною мовою назвали румунську.
Національний склад населення села:
| Національність | Кількість осіб | Відсоток |
| -------------- | -------------- | -------- |
| румуни         | 738            | 67,0%    |
| цигани         | 362            | 32,9%    |